# Estação Calafate
Calafate é uma das estações da Linha 1 do Metrô de Belo Horizonte, operado pela concessionária Metrô BH. Localizada no bairro Calafate, na região Oeste da capital mineira, a estação está posicionada entre a Estação Carlos Prates e a futura Estação Nova Suíça.
Além de sua função atual no Metrô de Belo Horizonte, foi originalmente uma estação ferroviária inaugurada em 1920 pela Estrada de Ferro Central do Brasil, ao longo da Linha do Paraopeba. A antiga estação atendeu ao transporte de passageiros até 1979, sendo posteriormente demolida e substituída por um prédio simples, que permaneceu ativo até seu fechamento definitivo em 2005.

## Arredores
Praça Inácio Fonseca - 500 m
Igreja de São José - 500 m
Colégio Polimig - 50 m
Escola Estadual São Bento - 600 m